# 1642
1642 (MDCXLII) byl rok, který dle gregoriánského kalendáře započal středou.

## Události
- 17. květen – Byla založena kolonie Ville Maria de Montréal.
- 2. listopad – v bitvě u Breitenfeldu utrpěla císařská armáda od Švédů jednu z nejtěžších porážek v bojích třicetileté války.
- Blaise Pascal sestrojil první mechanický kalkulátor, schopný sčítat a odčítat
- 5. dalajláma se stává světským vládcem Tibetu.
- Rembrandt van Rijn dokončil Noční hlídku.

### Probíhající události
- 1568–1648 – Nizozemská revoluce
- 1568–1648 – Osmdesátiletá válka
- 1618–1648 – Třicetiletá válka
- 1635–1659 – Francouzsko-španělská válka
- 1642–1651 – Anglická občanská válka

## Narození

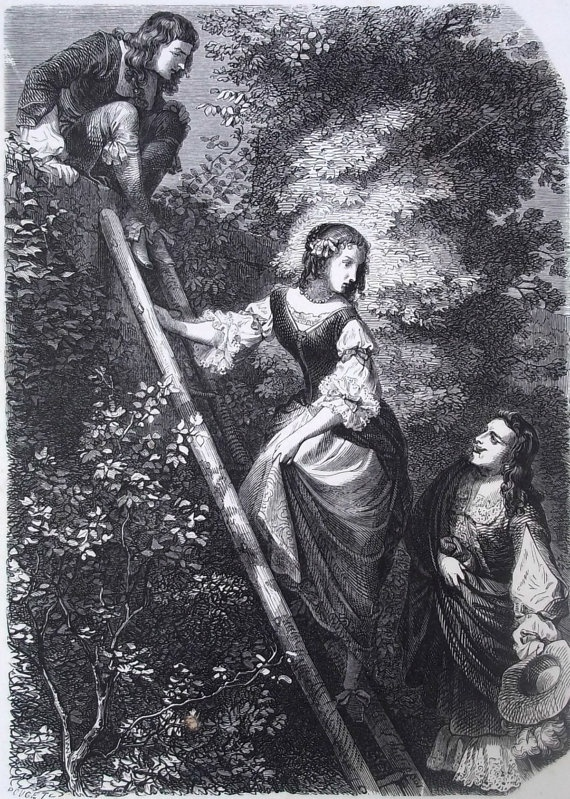
Aure de Montalais

#### Česko
- 13. února – Klára Františka Thunová, šlechtična († 17. března 1687)
- 18. srpna – Jan Bedřich z Valdštejna, český primas, královéhradecký biskup a pražský arcibiskup († 3. června 1694)
- neznámé datum
  - Václav Norbert Oktavián Kinský, vídeňský dvorský kancléř († 1719)

#### Svět
- 2. ledna – Mehmed IV., osmanský sultán († 6. ledna 1693)
- 5. ledna – Johann Philipp Jeningen, německý římskokatolický kněz, jezuita, mystik a misionář († 8. února 1704)
- 4. února – Vincent Placcius, německý spisovatel († 6. dubna 1699)
- 15. dubna – Sulejman II., osmanský sultán († 22. června 1691)
- 30. dubna – Christian Weise, německý spisovatel, dramatik a pedagog († 21. října 1708)
- 16. července – Charles-Maurice Le Tellier, francouzský římskokatolický duchovní, remešský arcibiskup († 22. února 1710)
- 14. srpna – Cosimo III. Medicejský, toskánský velkovévoda († 31. října 1723)
- 5. září – Marie Oranžsko-Nasavská, nizozemská princezna († 20. března 1688)
- 6. září – Georg Christoph Bach, německý varhaník a hudební skladatel († 27. dubna 1697)
- 23. září – pokřtěn Giovanni Maria Bononcini, italský houslista a hudební skladatel († 18. listopadu 1678)
- 11. listopadu – André-Charles Boulle, francouzský ebenista, malíř a sochař († 28. února 1732)
- 30. listopadu – Andrea Pozzo, italský barokní malíř († 31. srpna 1709)
- 6. prosince – Johann Christoph Bach, německý varhaník a hudební skladatel († 31. března 1703)
- 25. prosince – Johann Jacob Zimmermann, německý astronom, matematik a spisovatel († srpen nebo září 1693)
- neznámé datum
  - Lawrence Hyde, 1. hrabě z Rochesteru, anglický státník a diplomat († 2. května 1711)
  - Giambattista Rubini, italský kardinál († 17. února 1707)
  - Ihara Saikaku, japonský spisovatel († 9. září 1693)
  - Takakazu Seki, japonský matematik z období Edo († 5. prosince 1708)
  - František Antonín von Losenstein, římskokatolický církevní hodnostář († 17. června 1692)
  - Š'-tchao, čínský malíř († 1707)
  - Aura de Montalais, postava ze Tří mušketýrů, (pravým jménem Nicole-Anne Constance de Montalais)
  - Emetullah Rabia Gülnuş Sultan, manželka osmanského sultána Mehmeda IV., matka sultánů Mustafy II. a Ahmeda III. († 6. listopadu 1715)
  - Hâfiz Osman, osmanský kaligraf († 1698)

## Úmrtí

#### Česko
- 13. ledna – Šimon Brosius z Horštejna, titulární arcibiskup trapezuntský, pražský sufragán (* 1567)
- 24. května – Polyxena z Pernštejna, poslední manželka Viléma z Rožmberka (* 1566)
- 04. června – Jan mladší Bruntálský z Vrbna, opavský zemský hejtman (* 1590)
- 11. července – Vilém Jindřich Bezdružický z Kolovrat, šlechtic (* 5. listopadu 1589)
- 28. prosince– Jan Kašpar Stredele z Montani a Bergenu, světící biskup pasovský a olomoucký (* 1582)

#### Svět
- 08. ledna – Galileo Galilei, toskánský astronom, filosof a fyzik (* 15. února 1564)
- 13. ledna – Žofie Hedvika Brunšvicko-Lüneburská, nasavsko-dietzská hraběnka (* 13. června 1592)
- 30. dubna – Dmitrij Michajlovič Požarskij, ruský kníže a vojenský velitel během rusko-polské války (* 17. října 1577)
- 06. května – Frans Francken II., vlámský malíř (* 1581)
- 12. května – Safí I., perský šáh (* 1611)
- 14. června – Saskia van Uylenburgh, manželka holandského barokního malíře Rembrandta van Rijna (* 2. srpna 1612)
- 03. července – Marie Medicejská, francouzská a navarrská královna, druhá manželka Jindřicha IV. (* 26. dubna 1575)
- 18. srpna – Guido Reni, italský malíř období raného baroka (* 4. listopadu 1575)
- 03. září – Alžběta Nasavská, druhá dcera Viléma I. Oranžského (* 26. dubna 1577)
- 12. září – Henri Coiffier de Ruzé, markýz de Cinq-Mars, vůdce spiknutí proti kardinálovi Richelieu (* 1620)
- 04. prosince – kardinál Armand-Jean du Plessis de Richelieu, francouzský šlechtic, duchovní a státník, první ministr francouzského krále Ludvíka XIII (* 9. září 1585)
- neznámé datum
  - John de Critz, vlámský malíř (* 1551)
  - Ťi Čcheng, čínský zahradní architekt (* 1582)

## Hlavy států
- Anglie – Karel I. (1625–1649)
- Francie – Ludvík XIII. (1610–1643)
- Habsburská monarchie – Ferdinand III. (1637–1657)
- Osmanská říše – Ibrahim I. (1640–1648)
- Polsko-litevská unie – Vladislav IV. Vasa (1632–1648)
- Rusko – Michail I. (1613–1645)
- Španělsko – Filip IV. (1621–1665)
- Švédsko – Kristýna I. (1632–1654)
- Papež – Urban VIII. (1623–1644)
- Perská říše – Safí I., poté Abbás II.